# جون كينغ (ضابط شرطة)
جون كينغ (بالإنجليزية: John King)‏ هو ضابط شرطة أسترالي، ولد في 5 فبراير 1830، وتوفي في 23 أكتوبر 1881 في وارنامبول في أستراليا.